# عزت‌الله دهقانی
عزت‌الله دهقانی (زادهٔ ۱۳۳۰ در الیگودرز) نمایندهٔ حوزهٔ انتخابیهٔ تربت جام، در مجالس اول و دوم و حوزه انتخابیه درود و ازنا، در دوره هشتم بود
| دوره | میزان رای | درصد آراء | حوزه انتخابیه |
| ---- | --------- | --------- | ------------- |
| اول  | ۱۰٬۰۷۳    | ۵۹٫۹      | تربت جام      |
| دوم  | --        | --        | تربت جام      |
| هشتم | --        | --        | ازنا و درود   |

## سمت‌ها
- دبیرکل جامعه اسلامی فرهنگیان
- عضو هیئت علمی
- استاد دانشگاه در دانشگاه آزاد واحد تهران مرکز
- نماینده مجلس شورای اسلامی دوره دوم
- رئیس سازمان بازنشسنگی کل کشور
- مدیر کتابخانه و موزه ملی ملک وابسته به آستان قدس رضوی(۱۳۷۴–۱۳۸۷)
- نماینده مجلس شورای اسلامی دوره هشتم

—